# Romana (Doctor Who)
Romana, de son vrai nom Romanadvoratrelundar est un personnage de fiction joué par Mary Tamm puis Lalla Ward dans la série Doctor Who. Elle est l'un des compagnons du 4e Docteur incarné par Tom Baker et est apparue régulièrement dans la série de 1978 à 1981. Créé par le scénariste Robert Holmes, le personnage fait partie de la même race que celle du personnage principal, celle des seigneurs du temps. C'est l'un des rares personnages de son peuple, avec Susan Foreman ou encore Missy à avoir voyagé avec lui.

## Romana I

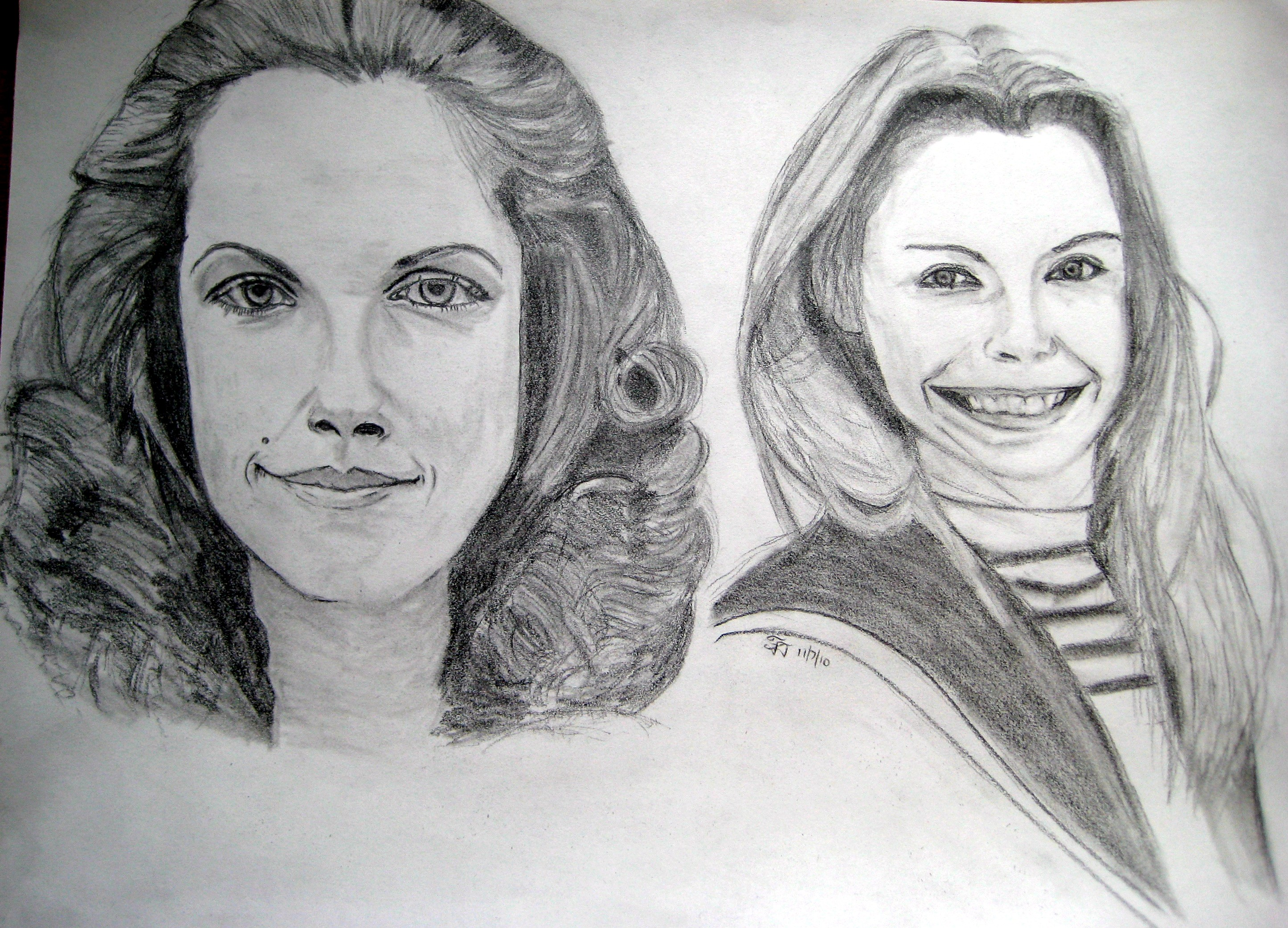
Dessin de Mary Tamm et Lalla Ward, toutes deux incarnations de Time Lady Romana, dans la série télévisée britannique Doctor Who.

Apparaissant pour la première fois en 1978 dans l'épisode The Ribos Operation, Romana est une jeune femme de la race des seigneurs du temps assignée au Docteur par le Gardien blanc afin de l'aider dans sa recherche de la clé du temps. Leur recherche s'étendra tout au long de la Saison 16 (chaque partie de la clé constituant l'objet d'un épisode). Apparue afin de contraster avec la sauvagerie de Leela, sa prédécesseure, Romana est une jeune femme qui sort de l'université de Gallifrey incarnée par Mary Tamm. Initialement assez hautaine, arrogante et regardant le Docteur de haut, car le considérant comme académiquement inférieur, elle se montre assez froide. Petit à petit, elle commence à apprécier le sens de l'aventure et l'expérience du Docteur et se met à le respecter comme un professeur.
Au cours de la saison 16, le personnage de Romana devenant trop souvent l'archétype de la demoiselle en détresse, Mary Tamm trouve qu'il s'est éloigné du rôle de femme indépendante qu'on lui avait présenté et ne renouvelle pas son contrat pour la saison suivante. À l'issue de quoi, Romana régénère au début de la saison 17 dans l'épisode Destiny of the Daleks afin de se changer en un personnage différent physiquement et plus insouciant.

### Conflits sur la régénération de Romana
Alors que Mary Tamm avait quitté la série en bons termes avec la production et souhaitait apparaître pour la séquence de régénération de la saison 17, elle ne fut pas invitée à le faire,,. Le futur producteur de la série, John Nathan-Turner, affirma pendant longtemps qu'elle était enceinte lorsque le tournage devait débuter, ce qui fut démenti par elle.
La séquence de régénération entre les deux incarnations de Romana fut l'occasion d'une petite scène comique  dans laquelle elle change trois fois d'apparence pour des raisons cosmétiques avant de prendre l'apparence de la princesse Astra, jouée par Lalla Ward dans l'épisode final de la saison 16, The Armageddon Factor. Cette régénération entre en contradiction avec le reste de la série où la régénération est une sorte de résurrection après la mort de l'ancien corps. Plusieurs tentatives de rationaliser ce passage furent faites dans des fictions dérivées de la série.

## Romana II
La seconde Romana, telle qu'elle apparaît au début de la saison 17, se montre bien plus intime avec le Docteur, à tel point que certains fans ont supposé qu'une romance avait eu lieu entre les deux personnages, notamment lors de leur voyage à Paris dans l'épisode City of Death. Cette alchimie à l'écran était en partie rendue par la romance qui avait eu lieu lors de la production de l'épisode entre Tom Baker et Lalla Ward, qui conduira à un bref mariage en 1981. Romana agit comme l'une des assistantes les plus proches du Docteur, venant de la même planète, aussi intelligente que lui, se déguisant parfois comme lui, possédant son propre tournevis sonique et pouvant faire ressurgir le meilleur de lui dans certaines situations. Au fur et à mesure du développement du personnage, elle devient de plus en plus sûre d'elle-même.
Durant la saison 18, à la fin de l'épisode Meglos, Romana reçoit un mot des seigneurs du temps la rappelant sur Gallifrey. Au début de l'épisode suivant, Full Circle, celle-ci explique clairement qu'elle ne veut pas rentrer à la maison et qu'elle désire continuer à suivre le Docteur dans ses voyages. Peu de temps après, le TARDIS se retrouve aspiré dans une dimension parallèle, nommée l'E-space où ils vivront quelques aventures. À la fin de l'épisode de janvier 1981, Warriors' Gate, Romana choisit de rester avec un  K-9 à l'intérieur de l'E-space afin d'aider un peuple extra-terrestre, les Tharils.
La série ne donne pas de nouvelles sur le sort du personnage. Lorsqu'elle apparaît brièvement dans l'épisode des 20 ans de la série, The Five Doctors, il est précisé qu'il s'agit d'une aventure antérieure, les passages ayant été réutilisés de l'épisode incomplet Shada. Elle réapparaît aussi dans les flash-backs des épisodes Logopolis ou Resurrection of the Daleks et est mentionnée dans Castrovalva ainsi que dans Arc of Infinity où les seigneurs du temps réprimandent le Docteur pour l'avoir abandonnée. Lalla Ward apparaît dans un bref caméo en tant que Romana, dans l'épisode spécial Dimensions in Time.
En 2005, dans l'épisode La Fin du monde, le neuvième Docteur révèle que Gallifrey a disparu, il était alors supposé que Romana était morte elle aussi. Toutefois, l'épisode La Prophétie de Noël établit que Rassilon (joué par Timothy Dalton) est toujours président de Gallifrey, ce qui entre en contradiction avec le poste occupé par Romana lors des récits dérivés de la série. Toutefois après l'épisode Le Jour du Docteur il est possible que Romana soit toujours vivante dans la dimension où se trouve Gallifrey.

## Personnages dans d'autres médias

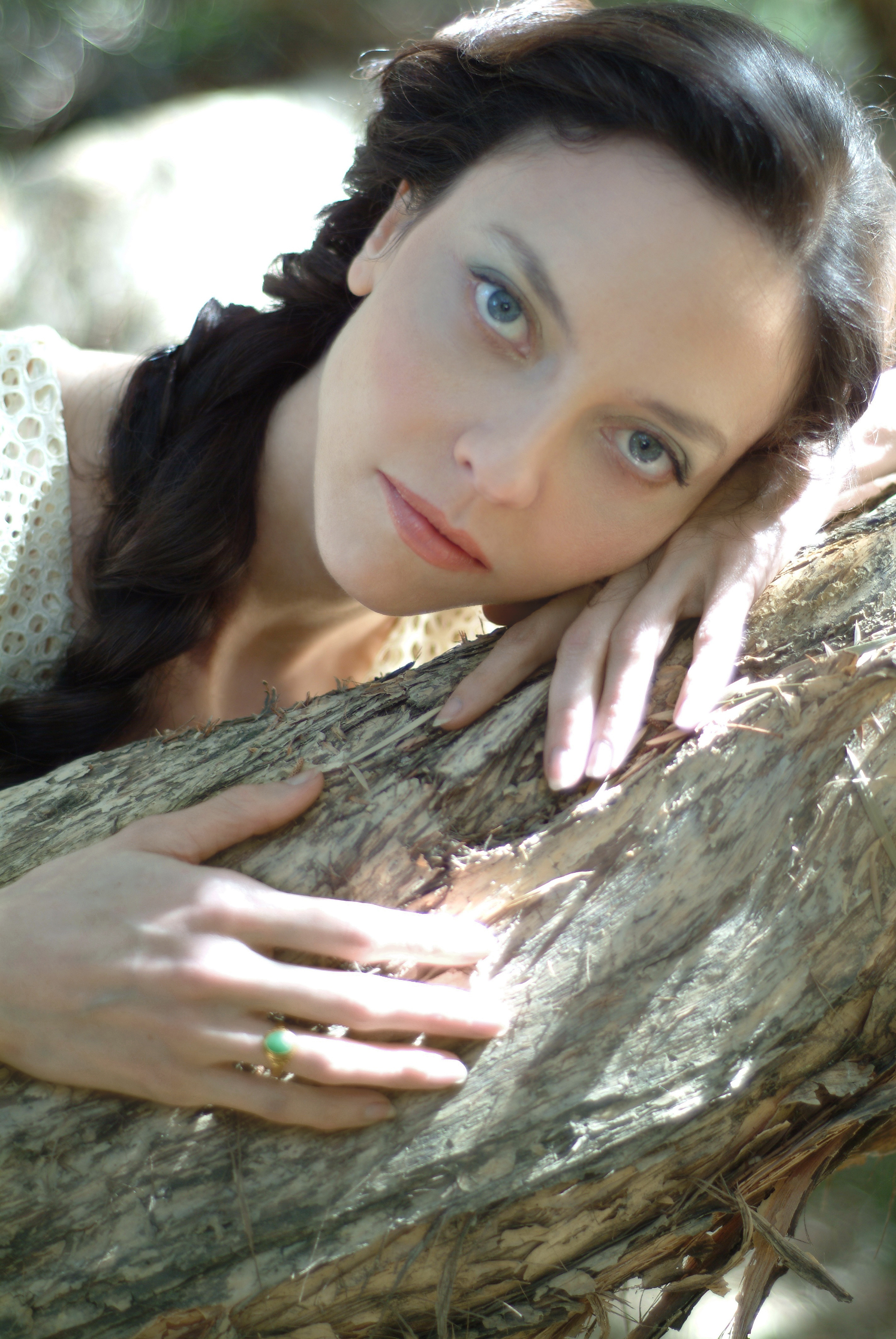
Juliet Landau joue l'incarnation de Romana dans des productions radiophoniques se déroulant sur Gallifrey.

En dehors de la série, le 4e Docteur et Romana II sont apparus dans des publicités australiennes en 1980 pour la marque d'ordinateurs Prime Computer. Les pubs jouent de la complicité presque amoureuse entre les deux personnages, l'un des ordinateurs proposant même au Docteur d'épouser Romana.
Beaucoup de médias dérivés de la série racontent comment Romana est sortie de l'E-space afin de devenir la présidente de Gallifrey. Un article de Russell T Davies dans le magazine Doctor Who Annual 2006 explique que Romana était présidente des seigneurs du temps durant la guerre du Temps où Gallifrey a disparu. Toutefois l'épisode La Prophétie de Noël remet en cause cette affirmation. 
Il existe néanmoins une série audiophonique racontant les aventures d'une seigneur du temps bloquée dans l'E-Space et jouée par Lalla Ward, mais celle-ci n'ayant pas la licence Doctor Who, celle-ci n'est appelée que « Maitresse » par son robot-chien. 
Il existe tout une série de productions audiophoniques de la compagnie Big Finish, nommée « Gallifrey » et se déroulant durant la guerre du temps, dans laquelle Romana est devenue la présidente des seigneurs du temps. Incarnée par Lalla Ward, le personnage fut toutefois joué de temps en temps par l'actrice Juliet Landau.  
Une série de romans nommée Eight Doctors Aventures explique que Romana s'est régénérée en une  Romana III physiquement proche de l'actrice Louise Brooks.

## Liens Externes
- (en) « Romana I », BBC (consulté le 17 août 2014)
- (en) « Romana II », BBC (consulté le 17 août 2014)